# Strukturniveau
Strukturniveau ist ein in der Psychoanalyse verwendeter Begriff, der von Heinz Kohut im Rahmen der von ihm entwickelten Selbstpsychologie geprägt wurde, die in den 1960er und 1970er Jahren als Weiterentwicklung der klassischen Psychoanalyse entstand. Auch die psychoanalytischen Objektbeziehungstheorien verwenden den Begriff.
Die Erfassung des Strukturniveaus einer Persönlichkeit lässt eine erweiterte Beschreibung psychischer Störungen zu, über die Konfliktpathologie – also die Unfähigkeit, unbewusste Konflikte adäquat lösen zu können – hinausgehend. Auf Kernberg geht die Unterscheidung in hohes, mittleres und niedriges Strukturniveau zurück, womit jeweils ein unterschiedlicher Entwicklungsstand bzw. Reifegrad der psychischen Funktionen und der Persönlichkeitsstruktur eines Menschen beschrieben wird. Als Strukturelle Störungen werden psychische Störungen bezeichnet, in denen die Verfügbarkeit über psychische Funktionen eingeschränkt ist, die für die Organisation des Selbst und seine Beziehungen zu inneren und äußeren Objekten erforderlich sind, meistens als Folge frühkindlicher Beziehungsstörungen. Die Beschreibung des Strukturniveaus einer Persönlichkeit und die Diagnose von Strukturpathologien, wie sie beispielsweise in der Operationalisierten Psychodynamischen Diagnostik (OPD) entwickelt wurde, stellt eine Grundlage in der Psychodiagnostik der Psychoanalyse dar.

## Aspekte des Strukturniveaus
Für die Psychodiagnostik allgemein, aber auch von strukturellen Störungen sind nach OPD-1 die folgenden sechs Strukturdimensionen von Bedeutung:
- Selbstwahrnehmung: Als die Fähigkeit, sich als ein eigenes „Selbst“ wahrzunehmen und kritisch betrachten zu können, in sein Inneres schauen und unterschiedliche Gefühle erkennen zu können.
(Selbstreflexion, Selbstbild, Identität, Affektdifferenzierung)
- Selbststeuerung: Als Fähigkeit, auf die eigenen Bedürfnisse, Gefühle, Selbstwertgefühl selbst steuernd Einfluss nehmen zu können.
(Affekttoleranz, Selbstwertregulierung, Impulssteuerung, Antizipation)
- Abwehr (siehe auch Abwehrmechanismus): Als Fähigkeit, das seelische Gleichgewicht in Konflikten durch eigene Schutz- und Abwehrmechanismen aufrechtzuerhalten.
(Internale versus interpersonale Abwehr, Flexibilität der Abwehr)
- Objektwahrnehmung: Als Fähigkeit zwischen innerer und äußerer Realität sicher unterscheiden zu können, Einfühlungsvermögen, den anderen Menschen ganzheitlich und als mit eigenen Rechten ausgestattet wahrzunehmen.
(Selbst-Objekt-Differenzierung, Empathie, ganzheitliche Objektwahrnehmung, objektbezogene Affekte)
- Kommunikation: Als Fähigkeit auf den anderen zuzugehen, ihn zu verstehen, sich ihm mitzuteilen und  gefühlsbezogene Signale zu verstehen.
(Kontaktaufnahme, Verstehen von Affekten, Mitteilung von Affekten, Reziprozität)
- Bindung: Als Fähigkeit, innere Repräsentanzen des anderen zu errichten und längerfristig mit Empfindungen zu besetzen, Bindungen zu lösen und die Fähigkeit sich auf Bindungen einzustellen, die nicht gleichmäßig verlaufen.
(Internalisierung, Loslösung, Variabilität der Bindung)

## Differenzierung des Strukturniveaus
Bei der Operationalisierten Psychodynamischen Diagnostik (OPD) werden vier Niveaus der strukturellen Integration unterschieden:
- Desintegriertes Strukturniveau: Die Desintegration wird der „Struktur-Pathologie“ zugeschrieben, die als schwere Störung gilt. Es ist das Ergebnis  einer Störung der bedeutenden Interaktion in der frühen sensorischen Phase und Individuation. Ich-Funktionen mit differenzierenden und integrativen Fähigkeiten sind nur mangelhaft ausgebildet und die grundlegenden Fähigkeiten der Selbst- und Beziehungsregulation weisen Defizite auf. Nicht integrierte Selbst- und Objektanteile sind vorhanden und führen zu wechselnden Selbst-Zuständen und der Bezug zur Realität ist labil. Die Belastbarkeit durch Affekte, Impulse, zwischenmenschliche Spannungen und Probleme ist gering. Der bevorzugte Abwehrmechanismus ist die Spaltung.
- Gering integriertes Strukturniveau (auch niedriges Strukturniveau): Dieses Niveau ist typisch für die Borderline-Persönlichkeitsorganisation auf niederem Strukturniveau. Es entsteht durch Fixierung der Individuationsentwicklung. Es ist geprägt durch Spaltungsmechanismen als Abwehrstrategie von Fragmentierungsängsten, Identitätsdiffusion sowie gering integrierte Selbst- und Objektrepräsentanzen, wobei der Realitätsbezug erhalten bleibt.
- Mäßig integriertes Strukturniveau (auch mittleres Strukturniveau): Dieser Zwischenbereich bezieht sich auf Störungen, die in der Schwellenphase der Autonomieentwicklung auftreten und sich überwiegend als eine Mischung leichterer Struktur-Pathologien mit einer neurotischen „Konflikt-Pathologie“ darstellen. Die Ich-Funktionen sind einigermaßen intakt, Selbst-Objekt-Repräsentanzen sind mäßig integriert. Bevorzugter Abwehrmechanismus ist milde Idealisierung/Entwertung und die Identifizierung, welche bezüglich ihrer Reife zwischen Spaltung und Verdrängung stehen. Prototyp dieses Niveaus sind depressive und leichtere narzisstische Störungen.
- Gut integriertes Strukturniveau (auch höheres Strukturniveau): Ein gut integriertes Strukturniveau beruht auf einer neurotischen Persönlichkeitsorganisation. Es kann die Matrix einer neurotischen Konfliktpathologie werden, aus der die typischen Symptomneurosen hervorgehen (Reifere, „klassische“ Neurosen). Die Repräsentanzen sind gut integriert und es besteht ein tragendes Überich. Die Abwehr ist um die Verdrängung herum zentriert.
- Reifes Strukturniveau (auch nicht-neurotisches Strukturniveau): Psychische Gesundheit kann erreicht werden, wenn keine nachhaltigen Entwicklungsstörungen auftraten. Bei späten Traumatisierungen oder Belastungen können solche Menschen jedoch ebenfalls Störungen (Reaktive oder posttraumatische Störungen) entwickeln, die einer Behandlung jedoch leichter zugänglich sind. Bevorzugter Abwehrmechanismus ist die Sublimierung.

## Anwendung des Strukturniveaus in der Psychotherapiepraxis
Schon im Erstinterview sollte der Psychotherapeut unbedingt ein deutliches Bild von der Selbst- und Ich-Organisation, insbesondere der Selbststeuerungs- und Interaktionsfähigkeiten des Patienten, gewinnen.  Zu diesem Zweck eignet sich die Bestimmung des Strukturniveaus im Sinne der von Gerd Rudolf konzipierten Strukturachse der OPD-2. Ohne die Bestimmung des Strukturniveaus besteht die Gefahr, den Patienten zu überschätzen und ungeeignete (zum Beispiel zu stark unbewusste Aspekte ansprechende) Behandlungsstrategien anzuwenden.
Der Therapeut sollte sich ein Bild machen, welche der oben genannten Selbststeuerungs- und Interaktionsfähigkeiten (Selbstwahrnehmung, Selbststeuerung, Abwehr, Objektwahrnehmung, Kommunikation, Bindung) aus seiner Sicht besonders problematisch sind. Er sollte jene Defizite bestimmen, die dafür verantwortlich zu sein scheinen, dass der Patient aktuelle Anforderungen seines Lebens nicht in der wünschenswerten Weise bewältigen kann. Außerdem ermöglicht das Strukturniveau zu bestimmen, welche Selbststeuerungs- und Interaktionsfähigkeiten bei einem Patienten besonders gut entwickelt sind und in der Behandlungsplanung als Ressource genutzt werden könnten.
Es könnte zum Beispiel sein, dass ein Patient erhebliche Schwierigkeiten mit seiner Impuls- und Selbststeuerung sowie wenig positive innere Bilder wichtiger anderer hat, jedoch seine Fähigkeit, emotional zu kommunizieren und Hilfe anzunehmen, relativ gut entwickelt ist. Ein solcher Patient wäre vielleicht gut in einer Selbsthilfegruppe aufgehoben. Es könnte ein wichtiges Therapieziel sein, diesen Patienten zu ermutigen und ihn dabei zu unterstützen, ergänzend zur zeitlich begrenzten Therapiebeziehung für sich ein dauerhaftes soziales Netzwerk zu schaffen, in dem er Unterstützung findet und selbst geben kann.

## Medien
- Cécile Loetz, Jakob Müller: Strukturelle Störungen. In: Rätsel des Unbewußten. Podcast zur Psychoanalyse und Psychotherapie (Folge 29).